# Clathria paucispicula
Clathria paucispicula är en svampdjursart som först beskrevs av Burton 1932.  Clathria paucispicula ingår i släktet Clathria och familjen Microcionidae. Inga underarter finns listade i Catalogue of Life.